# David Cecil (3e comte d'Exeter)
David Cecil, 3e comte d'Exeter (v. 1600-1643) est un pair anglais et membre de la Chambre des lords.

## Biographie
David Cecil est le fils de Richard Cecil (1570-1633) (en) de Wakerley, dans le Northamptonshire. Il fait ses études au Clare College, Cambridge, et est admis à lincoln's Inn en 1627. En 1640, il est élu pour Peterborough au Court Parlement. Il hérite du comté en juillet 1640 de son oncle William Cecil (2e comte d'Exeter).
Il épouse Elizabeth Egerton (d. 1688), fille de John Egerton (1er comte de Bridgewater). Leur fille, Frances Cecil (1633-1652), épouse Anthony Ashley-Cooper (1er comte de Shaftesbury). Il est remplacé par son fils John Cecil (4e comte d'Exeter).